# Леві Аккерман
Леві Акерман — вигаданий персонаж серії манги та аніме «Атака титанів», створеної Хаджіме Ісаяма. Один з лідерів елітного загону Розвідки, що захищають людей народу Імір від титанів-людожерів. Вік цього персонажа—25—34 роки, хоч на вигляд він більше скидається на підлітка.

## Створення
Ісаяма надихався персонажем Роршах коміксів Вартові для створення Леві, а своє ім'я він отримав від дитини здокументального фільму Jesus Camp. Ісаяма зазначав, що він наділив Леві статурою, схожою на Роршаха, і наділив його одержимістю чистотою, щоб протиставити його нечистоті Роршаха. Ісаяма заявив, що Мікаса, Леві та Кенні належать до одного роду Акерман. Однак їх мотиви захищати своїх відповідних колег ніяк не пов'язані з самим родом — "це просто їхня природа". 
Перед початком створення манги "Attack on Titan: No Regrets", редактор Хікару Суруги порадив їй відвідати Токійський дренажний підземний канал, щоб краще уявити собі підземне життя Леві та інших персонажів на початку історії. Під час створення образу Леві Суруга намагалася зобразити його молодшим, ніж він виглядає у звичайній "Атаці титанів". Вона відзначила, що відсутність емоцій у Леві ускладнює вибір виразів для нього під час малювання.

## Життєпис персонажа
Дитинство Леві Аккермана показується трагічним. Син померлої повії Кушель Акерман, дивом врятований своїм байдужим дядьком Кенні, який чи не вперше виявив доброту та вирішив навчити хлопця виживати в умовах жорстокого життя підземного міста. Коли Леві показує у вуличній бійці, на що він здібний, дядько покидає його, зробивши висновок, що хлопець навчений усьому необхідному для того, аби вижити. Тільки перед смертю свого дядька Леві дізнається, що той насправді був братом його матері. В ранніших епізодах, Леві дізнався, що в Кенні таке ж саме прізвище, як в нього, але на той момент не наділив цьому факту уваги.

### Вступ до лав Розвідки
Перша команда Леві помирає при трагічних обставинах. Опинившись під тиском капітана розвідки Ервіна Сміта, вони були вимушені приєднатись до лав його загону. Однак, в першій же сутичці з титанами обидва товариші Леві загинули. Саме після цього Леві усвідомив необхідність повноцінно доєднатися до лав Розвідки, щоб мати змогу активно винищувати титанів.

### Навички
В усіх епізодах Леві зображений як фактично невразливий, напрочуд прудкий та високоефективний винищувач титанів. Найбільша з нечисельних його поразок була у битві із братом Ерена Єгера, Звіроподібним титаном — Зіком. Ця сутичка ледь не коштувала йому життя.
Після порятунку Леві отримав шрам на все обличчя та втратив два  пальці правої руки, що вкрай ускладнило його можливість використання ППМ.

### Особистість
Леві має складний характер. Часто ображає своїх товаришів по службі, категоричний та впертий. Втім, завжди підкоряється наказам вищого керівництва. Не дивлячись на холодний фасад, Леві людяний та найемоційніший персонаж в аніме. Через складне дитинство, смерть матері й товаришів, тиск оточуючих, йому довелось вимкнути емоції та слідувати лише логіці та своєму розуму. Саме це можна побачити в фінальній частині Атаки титанів, а саме в 30 серії 4 сезону, коли після закінчення гуркуту, Леві побачив загиблих товаришів, з усвідомленням того, що він втратив все та всіх. Сльоза, яка помалу падала по його щоці, є доказом цього. Вкрай охайний, не любить брудні приміщення та предмети, дуже вправно володіє зброєю та системою ППМ (пристрій просторового маневрування), що допомагає йому користуватись певними привілеями та при необхідності діяти на свій розсуд в бойових умовах.